# Esther Fanous
Ester Akhnoukh Fanous ou Esther Fanous (en copte : ⲉⲥⲑⲏⲣ ⲉⲛⲱⲭ ⲫⲁⲛⲟⲩⲥ), connue également sous le nom d'Ester Wissa, née le 19 février 1895, à Assiout, en Égypte, morte en août 1990, est une féministe égyptienne copte orthodoxe . 

## Biographie
Issue d'une grande famille copte, elle est née à Assiout le 19 février 1895. Ses parents, Akhnous Fanus et Balsam Wissa Buqtur Wissa, sont des propriétaires terriens de la Haute-Égypte. Son père Akhnoukh Fanous est aussi une figure politique égyptienne bien connue au début du XXe siècle, qui fonde en 1908 un parti égyptien réunissant en particulier les notables coptes. Boutros Ghali est alors le premier ministre, d'origine copte également, et il est assassiné en 1910. Alors qu'elle est encore adolescente, son père Akhnoukh Fanous finance et organise une conférence copte en 1911,  à Assiout, consacrée aux droits coptes, et aux tensions entre musulmans et coptes,. 
Sa fille Esther Fanous se marie le 24 juillet 1913 avec un cousin, Fahmy Bey Wissa. Lui est de religion protestante. Ils ont ensemble trois enfants : Gamil, Adli et Firdous, appelé Doussa. En contact avec Makram Ebeid et Saad Zaghloul, fondateur du parti Wafd, elle milite durant les années 1910 au sein du mouvement féministe égyptien (qui lutte aussi contre l'occupation britannique du pays avec le parti Wafd). Durant les émeutes dites première révolution, de 1919, elle participe à une manifestations de femmes, contre l'occupant britannique, le 16 mars, première manifestation des femmes égyptiennes sur la voie publique, organisée par Safia Zaghloul, épouse de Saad Zaghloul, et par Huda Sharawi. En 1922, elle rencontre le haut-commissaire britannique Edmund Allenby pour obtenir la libération de Makram Ebeid, Sinut Hanna et Saad Zaghloul, arrêtés par les Britanniques et exilés aux Seychelles. En mars 1923, elle crée avec d'autres militantes l'Union féministe égyptienne pour améliorer la formation et la position sociale des femmes et pour qu'elles soient traitées sur un pied d'égalité avec les hommes. Ses interventions et ses discours marquent les esprits. Il est envisagé un moment qu'elle fasse partie d'une délégation de femmes égyptiennes à la conférence internationale des femmes qui se tient à Rome. Cette même année 1923, les dirigeants du parti Wafd exilés sont autorisés à revenir en Égypte. Ce parti Wafd remporte très largement les élections de 1924 en obtenant 85 % des voix. Saad Zaghloul est nommé premier ministre. Le parti mène une politique  libérale, soutenue par les milieux urbains aisés. C'est un parti laïc, qui a pour mot d'ordre, « La religion est pour Dieu et la patrie pour tous ». 
Elle devient l'une des fondatrices de la branche locale de la Young Women's Christian Association (YWCA) et du mouvement des femmes au sein du parti Wafd. Mais l'échiquier politique égyptien évolue et la popularité du parti Wafd s'érode. Le dirigeant initial de ce parti Wafd, Saad Zaghloul, meurt en 1927. Hassan el-Banna fonde l'association des Frères musulmans contre ce parti Wafd et contre l'influence occidentale. Au début des années 1930, le parti Wafd est temporairement écarté du pouvoir, considéré contre trop libéral et trop proche d'une certaine élite. Mais en 1936, après la mort du roi Fouad Ier, son fils Farouk devient roi d’Égypte et organise de nouvelles élections, marquées par le succès dans les urnes du parti Walf, désormais dirigé par Moustapha el-Nahhas Pacha, moins favorable à une participation des femmes au mouvement politique. C'est le moment qu'elle choisit pour se mettre en retraite de la vie politique, comme la veuve de Saad Zaghloul, Safia Zaghloul.
En 1948, elle travaille pour le Croissant-Rouge au moment d'une épidémie de choléra touchant le pays, et la même année en novembre, elle se retire des responsabilités qu'elle a conservé au sein du YWCA. En 1969, le président Gamal Abdel Nasser l'honore à l'occasion du 50e anniversaire du mouvement d'émancipation des femmes, avec quelques autres anciennes participantes à la manifestation du 16 mars 1919 dans les rues du Caire. Marquée par la mort de ses enfants, elle meurt en août 1990.